# فريق الاستعراض الجوي (إسرائيل)
فريق القوات الجوية الإسرائيلية للاستعراض الجوي. (بالإنجليزية: IAF Aerobatic)‏. هو فريق استعراض جوي تابع للقوات الجوية الإسرائيلية. تأسس عام 1973م.

## خلفية تاريخية
حتى صيف عام 2010 طار الفريق شركة صناعات الفضاء الإسرائيلية Tzukit ، وهو نوع من الفرنسي Fouga Magister الذي تم تصنيعه بموجب ترخيص من شركة صناعات الطيران الإسرائيلية (شركة صناعات الفضاء الإسرائيلية). ومنذ ذلك الحين فريق يعمل أربعة T-6 طائرات من طراز بيتش كرافت تكساس II (# 478، # 484، # 493، ورقم 494).
يقوم الفريق عادةً بمغادرة المظاهرات في حفل تخريج أكاديمية طيران IAF وفي يوم استقلال إسرائيل. التي يوجد مقرها في قاعدة حتسريم الجوية، ويعمل فريق من قبل أفراد سلاح الجو الإسرائيلي أكاديمية الطيران والطيارين والمدربين النشط.
إدو نيهوشتان، قائد سلاح الجو الإسرائيلي في 2008-2012 هو عضو سابق في الفريق، كما هو إيتان بن إلياهو، قائد سلاح الجو الإسرائيلي في 1996-2000.

## معرض صور

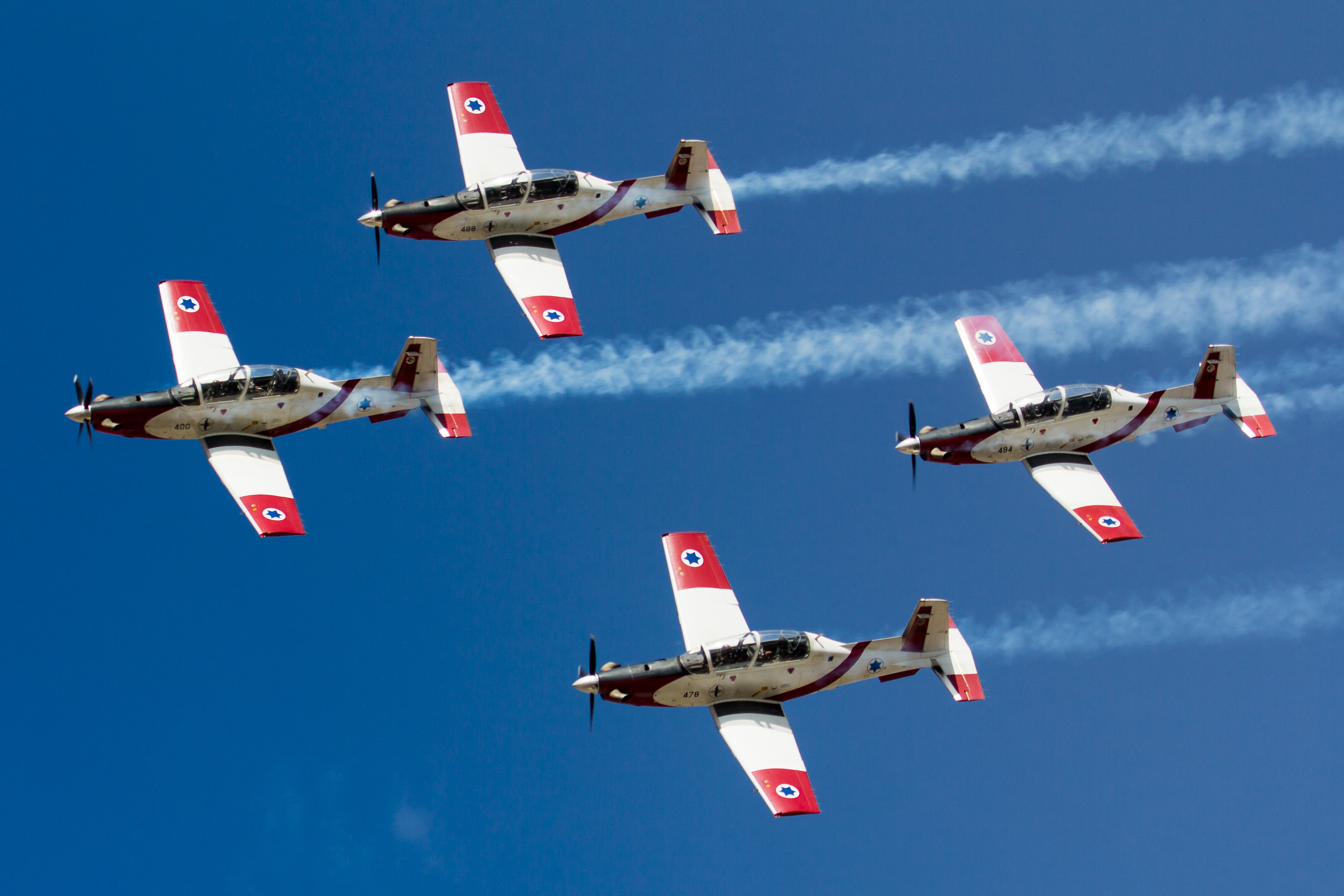
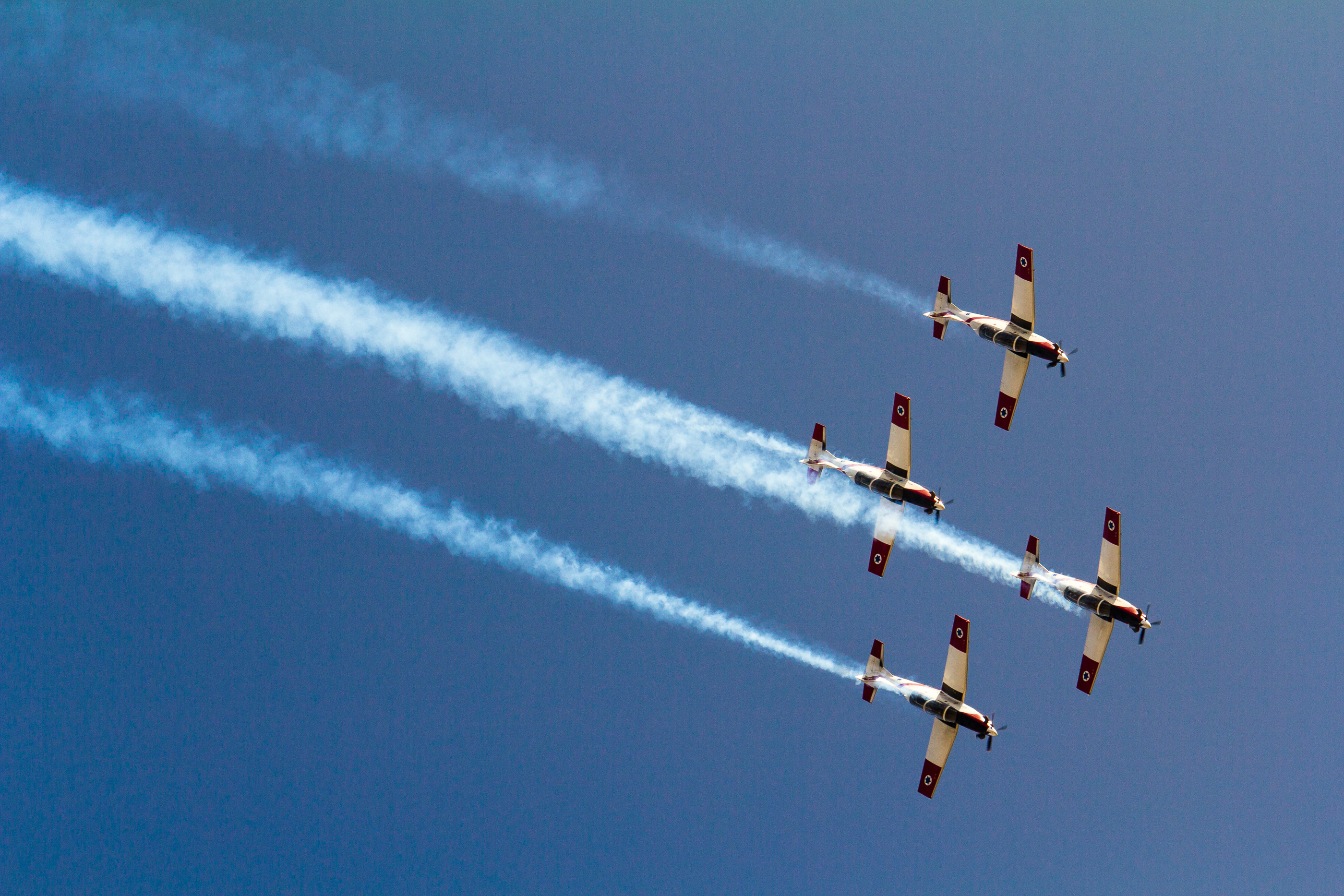
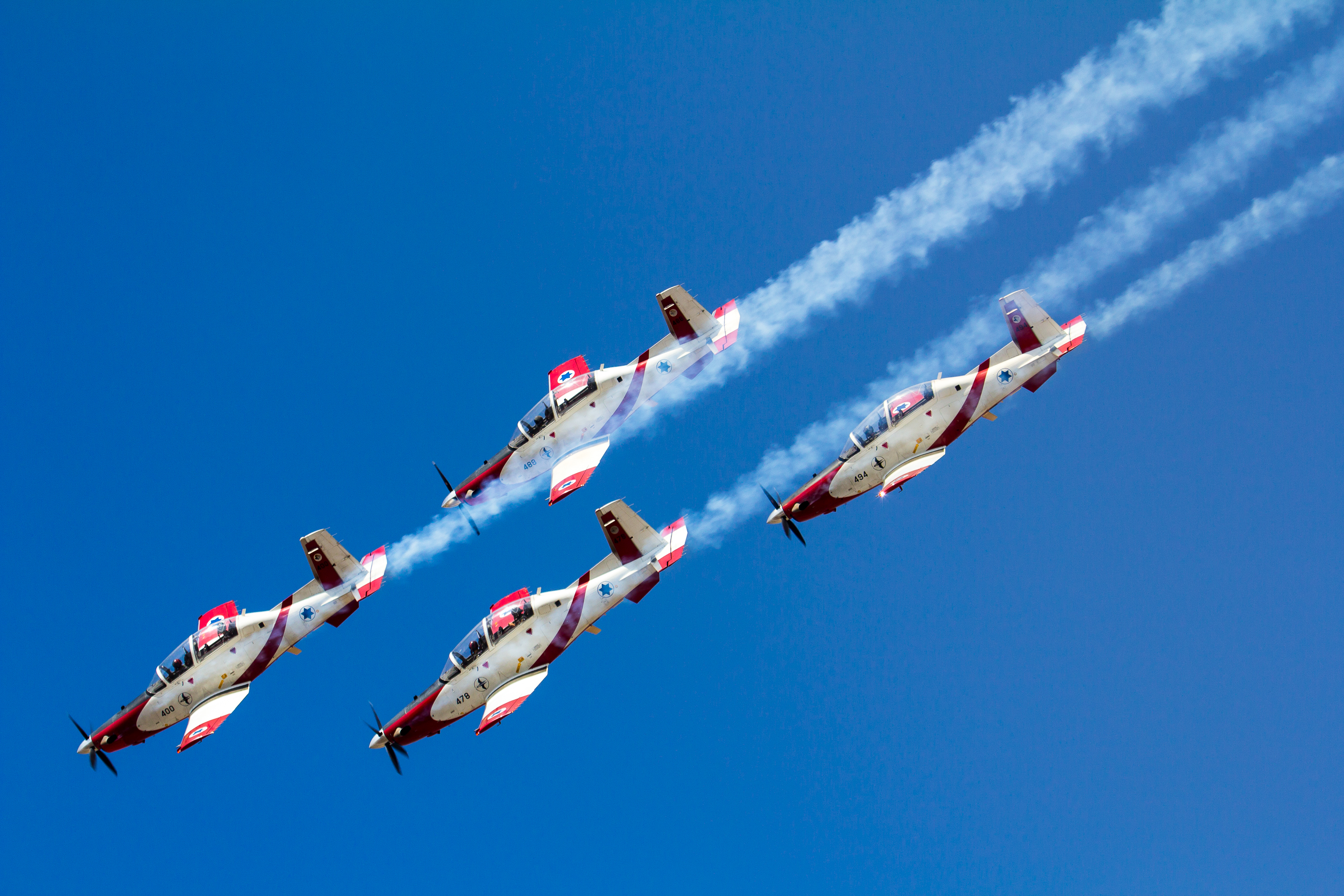